# Входо-Иерусалимская церковь (Иркутск)
Вхо́до-Иерусали́мская це́рковь (также Це́рковь Вхо́да Госпо́дня в Иерусали́м) — православный храм в Иркутске, расположенный в историческом центре города, на улице Борцов Революции. Один из старейших православных храмов Иркутска.
Первая каменная церковь на Иерусалимском кладбище была построена на средства купца Михаила Сибирякова в 1793—1795 годах. 23 сентября 1820 года была заложена новая каменная Входо-Иерусалимская церковь. В 1830 году были закончены основные строительные работы (без внутренней отделки). 25 июля 1835 года церковь была освящена. В 1890 году к церкви с южной и северной сторон были пристроены два придела.
Архитектура церкви была необычна для культового строительства Иркутска и соответствовала тенденциям классицизма.
В 1931 году церковь была закрыта, в ней разместили училище культуры. В марте 2000 года здание было передано в ведение Иркутской епархии. 28 апреля 2013 года после восстановления храм был освящён.